# Ponte Coperto (Pavia)

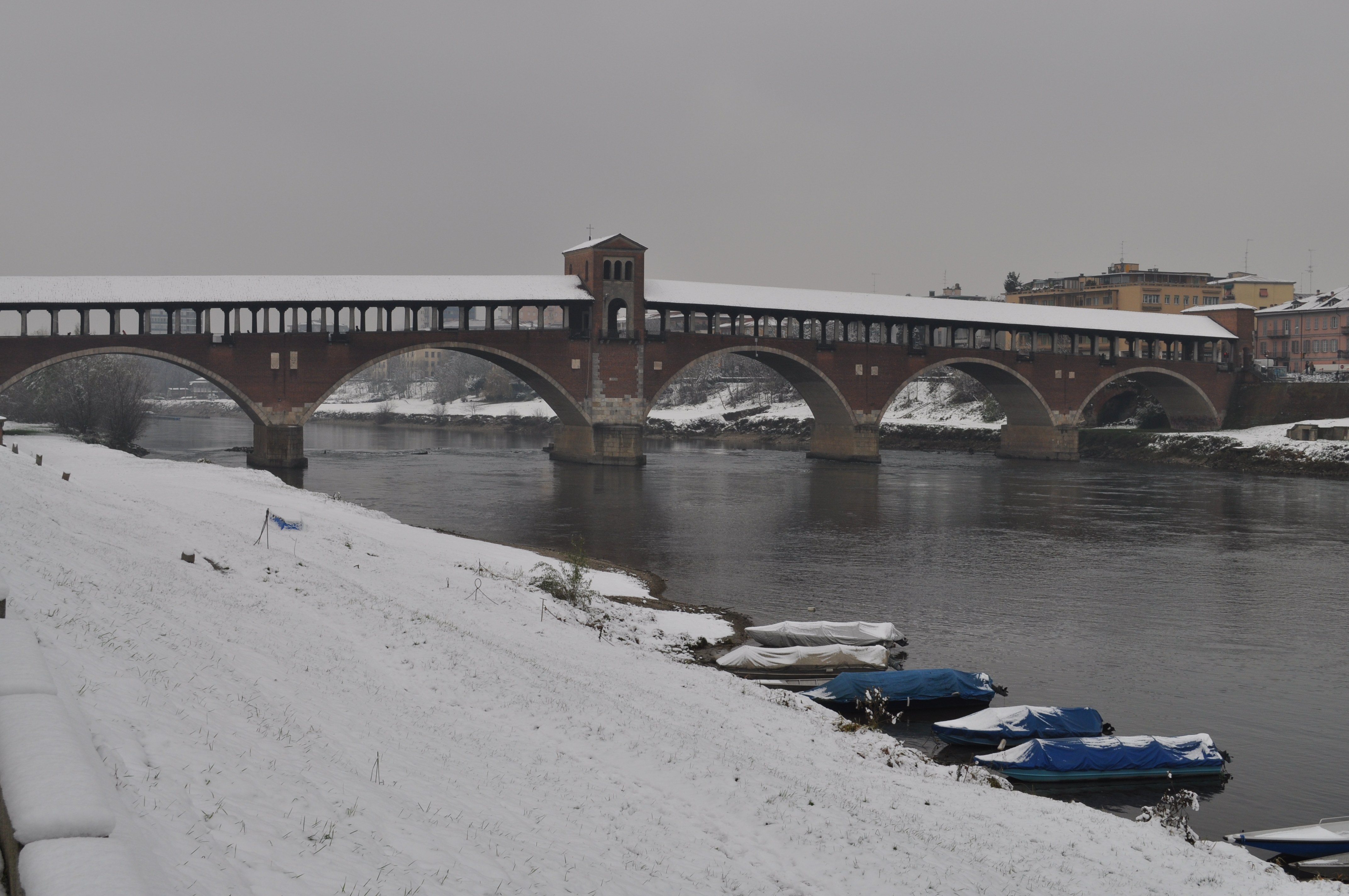
Il Ponte Coperto d'inverno

Il Ponte Coperto, detto anche Ponte Vecchio, è un ponte della città di Pavia che attraversa il fiume Ticino, collegando il centro storico cittadino e il resto della città (situati sulla riva sinistra del Ticino) con il pittoresco quartiere, originariamente fuori dalle mura periferiche della città, di Borgo Ticino (situato invece sulla riva destra). Il ponte, che costituisce uno dei simboli di Pavia, è molto caratteristico, ha cinque arcate, è completamente coperto con due portali alle estremità e presenta una piccola cappella al centro. Il ponte attuale è stato costruito tra il 1949 ed il 1951, su progetto di Ferdinando Reggiori, e ripropone le forme dell'antico Ponte Coperto, risalente al XIV secolo e semidistrutto durante la Seconda guerra mondiale. Il Ponte Coperto fu, fino al XIX secolo, l'unico ponte in muratura sul Ticino dal Lago Maggiore fino alla confluenza nel Po.

## Storia

### Ponte romano
In età preromana il Ticino sfociava nel Po a valle del punto dove ora sorge il ponte. Nell'area di confluenza dei due fiumi si insediarono, nella tarda età del bronzo, popolazioni che gli archeologi classificano come appartenenti alla Cultura di Golasecca.  Intorno al 600 a.C., secondo Tito Livio, il principe celtico Belloveso sconfisse gli etruschi (battaglia del Ticino) e, dopo essersi stabilito su questo territorio con il suo popolo, fondò poi, più a nord, la città di Milano. Nel 218 a.C., quando ormai il punto d'incontro tra Ticino e Po si era spostato a valle di diversi chilometri, i romani, guidati da Publio Cornelio Scipione, gettarono un ponte sul Ticino dove ora sorge Pavia. Dopo la sconfitta, subita a opera di Annibale, nella battaglia del Ticino, i romani si ritirarono verso Piacenza attraverso il Ticino e poi distrussero il ponte per non farlo cadere in mano nemica.
Quando i romani trasformarono il precedente insediamento celtico nella città di Ticinum (l'attuale Pavia), nel I secolo a.C., realizzarono un ponte per collegare le due rive del fiume all'altezza del moderno Ponte Coperto. Di questo ponte rimane, facilmente visibile nei periodi di magra, la base di un pilone centrale, in trachite dei colli Euganei. La direzione del pilone (WNW), leggermente disassata rispetto a quella dei ponti medievale e moderno, indica che in epoca romana la direzione della corrente del fiume era diversa. Un altro pilone del ponte romano si poteva vedere fino a pochi anni fa presso la sponda sinistra, ma è stato coperto di terra per ampliare la riva. Il ponte romano fu forse ricostruito durante il regno di Augusto.

### Ponte trecentesco

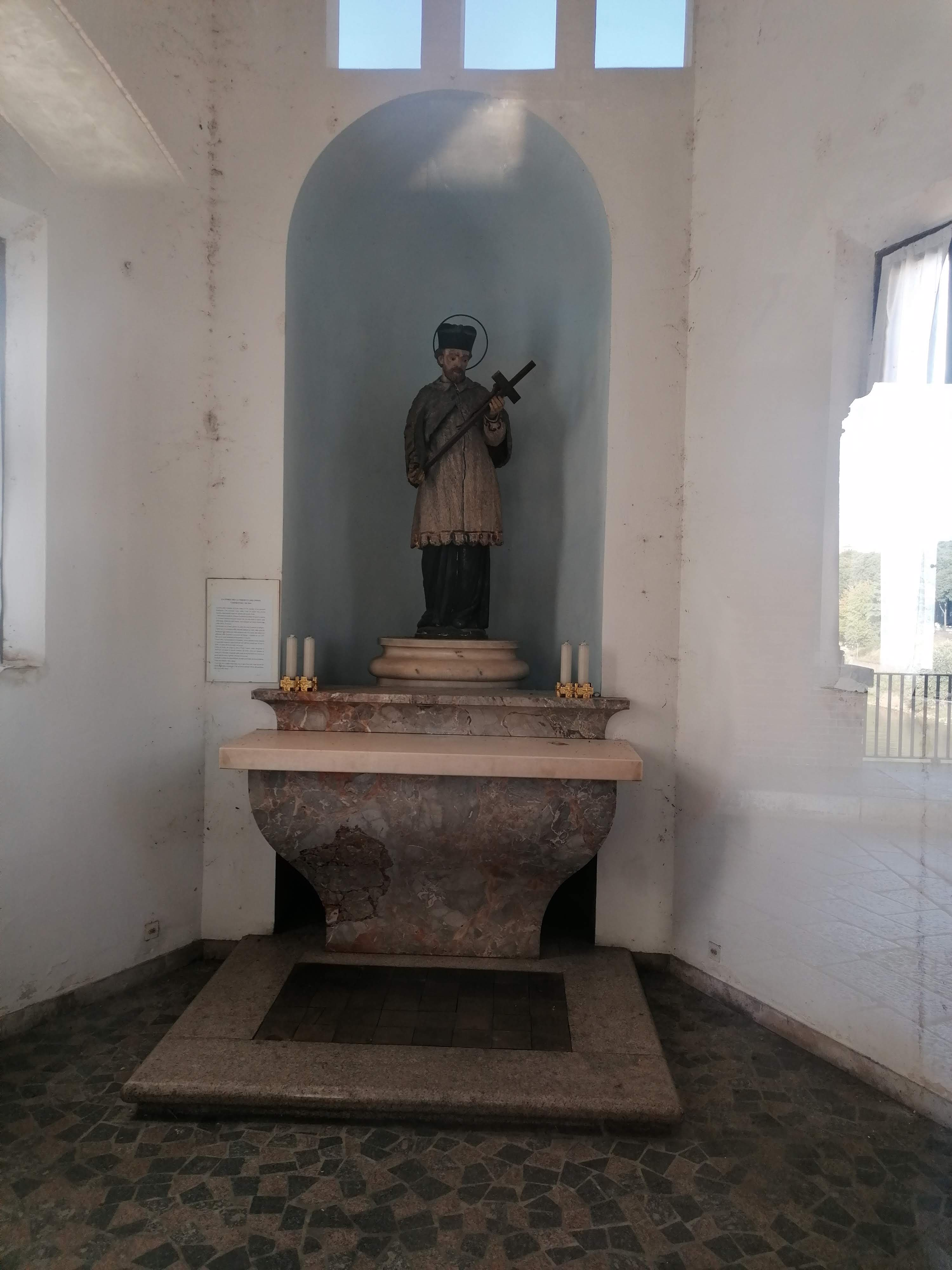
Interno della cappella con la statua settecentesca di San Giovanni Nepomuceno sopravvissuta ai bombardamenti della seconda guerra mondiale

Il ponte romano continuò a essere operativo anche durante l'alto medioevo e fu fatto restaurare nell'860 dall'imperatore Ludovico II, che ordinò agli arimanni dipendenti dall'abbazia di Bobbio di venire a Pavia per prendere parte ai lavori. Durante il medioevo (e poi ancora in età moderna, fino all'avvento della ferrovia) il ponte fu molto importante perché era un punto nodale all'intersezione di due itinerari commerciali fondamentali per l'intera pianura padana: la via fluviale (grazie al Ticino e al Po), tramite la quale era possibile raggiungere l'Adriatico e Venezia e la strada "di Lombardia", la quale, attraversando il Ponte Coperto, collegava Genova a Milano.
Il nuovo ponte fu costruito a partire dal 1351 nella stessa posizione del precedente ponte romano, su progetto di Giovanni da Ferrara e di Jacopo da Cozzo. Il ponte, completato nel 1354, era coperto e dotato di dieci arcate irregolari e di due torri alle estremità, che servivano per la difesa. L'aspetto di questo ponte, anche se con sole sei arcate, è visibile negli affreschi di Bernardino Lanzani (1524 circa) all'interno della chiesa di San Teodoro. Nel 1582, un tornado che si abbatte sul Ticino distrugge il tetto del ponte e provoca tre vittime. Durante la costruzione delle mura spagnole (1546-1569), la prima arcata e mezza verso la città e la prima arcata dal lato del borgo furono comprese nei bastioni e quindi chiuse. Successivamente furono aggiunti un portale d'ingresso dalla parte del Borgo Ticino (terminato nel 1599 per il passaggio dell'arciduchessa Margherita d'Austria), una cappella al centro del ponte in onore di San Giovanni Nepomuceno (1746), santo invocato tradizionalmente contro alluvioni ed annegamenti, e infine anche un portale di ingresso dalla parte del centro storico, eretto da Carlo Amati (1822).
Nel 1796, durante la campagna d'Italia di Napoleone, il ponte fu minato dai genieri dell'esercito austriaco per impedire il passaggio dei francesi, ma, per ragioni mai del tutto chiarite, la carica d'esplosivo non brillò e la struttura rimase intatta.

### Bombardamenti del ponte durante la Seconda Guerra Mondiale
Come in ogni altra parte d'Europa, anche a Pavia la Seconda Guerra Mondiale si fece sentire. Nell'estate del 1944, gli Alleati esercitarono una pressione crescente sui tedeschi e sul regime fascista. Il 4 settembre 1944, aerei della Royal Airforce apparvero su Pavia e spararono sui ponti sul Ticino. Il Ponte Coperto fu mancato, ma 26 persone furono uccise in Borgo Ticino. L'attacco ai ponti fu ripetuto il 5 settembre. Anche in questo caso, il Ponte Coperto non fu colpito in modo significativo, e ancora una volta ci furono vittime a Borgo Ticino, questa volta 45. Il 12 settembre, fu lanciato il terzo attacco, con lo stesso risultato. La distruzione definitiva del Ponte Coperto fu causata da un bombardamento aereo il 26 settembre, che provocò il crollo di un porticato. In totale, il bombardamento dei ponti costò la vita a 119 persone a Pavia.
Alla fine della guerra ebbe luogo aspro dibattito sull'opportunità di ripristinare il vecchio ponte o di demolirlo. Per timore di crolli che avrebbero potuto far straripare il Ticino, nel febbraio 1948, il Ministero dei lavori pubblici decise di far demolire con la dinamite ciò che restava dell'antico manufatto.
Alcuni resti dei piloni del vecchio ponte sono visibili nelle acque del fiume ed è rimasta anche la base del portale parzialmente interrato sulla riva sinistra.
Nel Palazzo Mezzabarba, la sede del Comune di Pavia, presso il salone dell'ufficio anagrafe, è presente un modello in legno del ponte trecentesco, realizzato nel 1938.

### Ponte del dopoguerra
Nel 1949 iniziò la costruzione del nuovo ponte, concepito, su progetto di Ferdinando Reggiori, come una copia di quello storico, che fu inaugurato nel 1951. Durante lo scavo dei piloni del nuovo ponte furono rinvenuti numerosissimi reperti archeologici, in parte purtroppo dispersi, che coprono un arco cronologico che va dall'età romana per arrivare fino a quella moderna; alcuni di essi, come l'importante Sella Plicatilis, rarissimo esempio di arredo di età altomedievale, sono esposti nei Musei Civici presso il Castello Visconteo. Sul portale d'ingresso dalla parte della città un'epigrafe cita: "Sull'antico varco del ceruleo Ticino, ad immagine del vetusto Ponte Coperto, demolito dalla furia della guerra, la Repubblica Italiana riedificò".
Il ponte è stato costruito circa 30 metri più a valle rispetto al precedente, rispetto al quale è più largo e più alto, oltre che leggermente meno lungo Anche il numero delle arcate è stato ridotto: cinque anziché sette. Il ponte è posizionato in maniera esattamente perpendicolare alla corrente del fiume (mentre quello antico era leggermente fuori asse), allo scopo di migliorare la viabilità e facilitare lo scorrimento delle acque; inoltre la piccola cappella al centro è stata ricostruita con orientamento opposto a quella originaria. A partire dagli anni '90, per ridurre le vibrazioni causate dagli autoveicoli, il traffico attraverso il ponte è stato limitato ai trasporti pubblici e alle motociclette.
Nel 2005, in occasione del 50º anniversario della morte di Albert Einstein, nella parte centrale del ponte è stata posta una targa con la frase tedesca An die schöne Brücke in Pavia habe ich oft gedacht, in italiano "Ho spesso pensato a quel bel ponte di Pavia". Tale frase fu scritta dal grande scienziato in una lettera ad un'amica italiana del 1947 e si riferiva al periodo che egli aveva trascorso, tra i sedici e i diciassette anni di età, a Pavia.

### Borgo Ticino
Il quartiere di Pavia situato al di là dal Ponte Coperto sulla riva destra del Ticino, è chiamato Borgo Ticino. La parte più caratteristica del quartiere è quella situata sull'argine basso del fiume; la si raggiunge, dopo aver attraversato il ponte provenendo dal centro storico, girando subito a sinistra in via Milazzo. Subito dopo il ponte si trova un monumento in bronzo che ritrae una lavandaia, termine con cui si indicano le donne che fino alla metà del secolo scorso lavavano la biancheria dei cittadini benestanti nel Ticino. Più avanti si trovano le case basse caratteristiche del Borgo Basso (Bürg-à-bass in dialetto pavese), soggette a sporadici allagamenti in corrispondenza delle esondazioni del fiume, in piena mediamente ogni decina d'anni.

### Leggenda

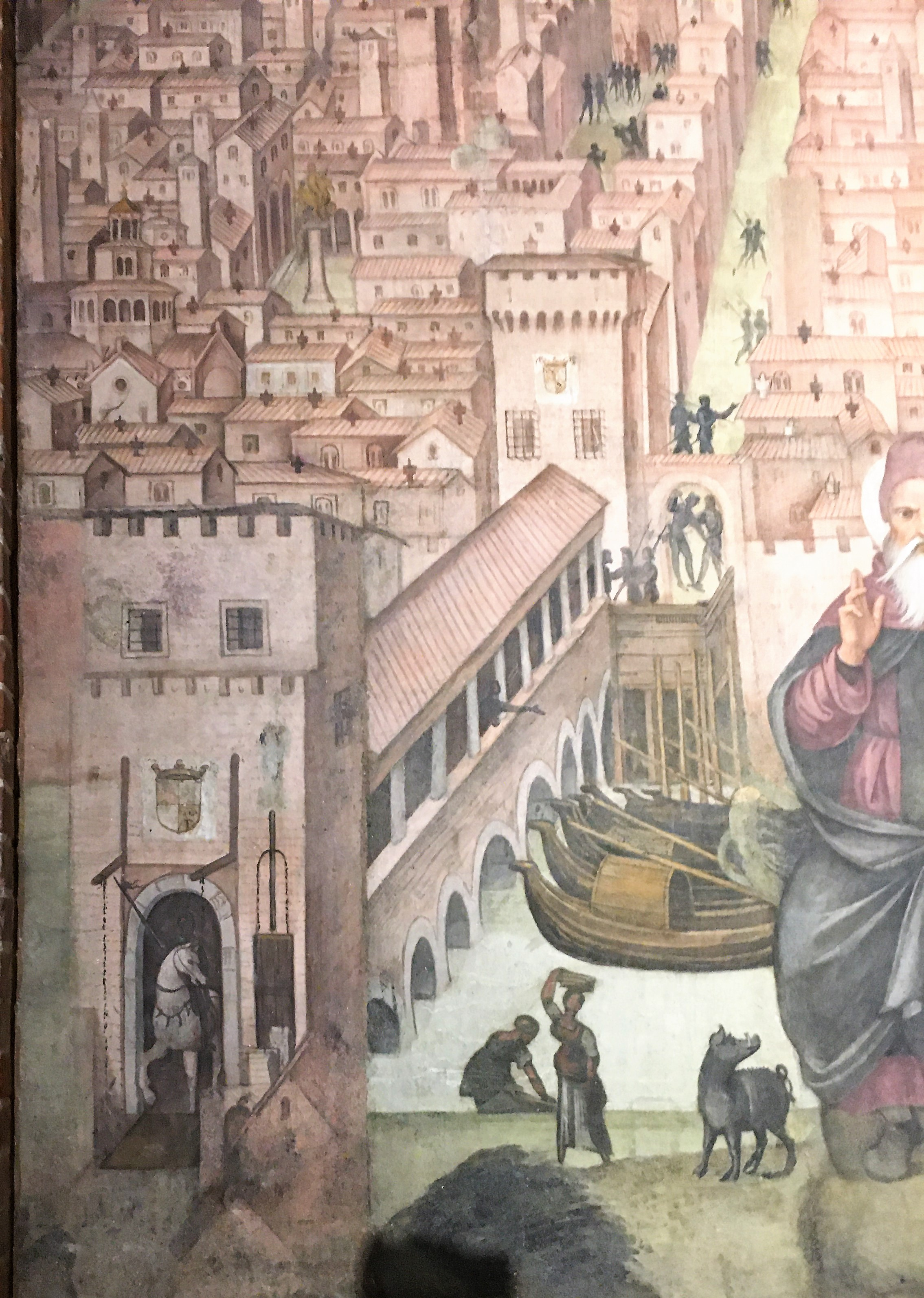
Come doveva apparire il ponte in origine, Bernardino Lanzani, Sant'Antonio Abate protegge Pavia durante l'assedio del 1522, Pavia, Chiesa di San Teodoro

Esiste una leggenda secondo la quale, durante la notte di Natale dell'anno 999, molti residenti del quartiere di Borgo Ticino volevano recarsi alla messa di mezzanotte in città, ma le barche che avrebbero dovuto traghettarli sulla sponda opposta del fiume si trovavano in difficoltà a causa della fitta nebbia.
Ad un certo punto un uomo vestito di rosso, il diavolo, disse di poter costruire immediatamente un ponte se, in cambio, avesse potuto avere per sé l'anima del primo essere vivente ad attraversarlo. Tra la folla c'era l'arcangelo Michele, accorso dalla chiesa a lui dedicata poco distante, che lo riconobbe e accettò il patto. Il diavolo fece degli strani disegni sul terreno e subito il ponte apparve; un attimo dopo, l'arcangelo fece passare per primo un caprone. Il diavolo, arrabbiato per essere stato ingannato, scatenò una tempesta, ma il ponte restò intatto; il diavolo quindi fuggì e i pavesi, riconoscenti, fecero costruire una piccola chiesa al centro del ponte. Il ponte divenne così anche il Ponte del Diavolo.

## Nella cultura di massa
Il ponte è stato immortalato in una celebre scena del film del 1952 Il cappotto di Alberto Lattuada, in cui viene ripreso il povero scrivano Carmine De Carmine, interpretato da Renato Rascel.
È anche ripreso nelle scene iniziale e finale di Fantasma d'amore di Dino Risi, film del 1981 con Marcello Mastroianni e Romy Schneider interamente ambientato a Pavia.

## Galleria d'immagini

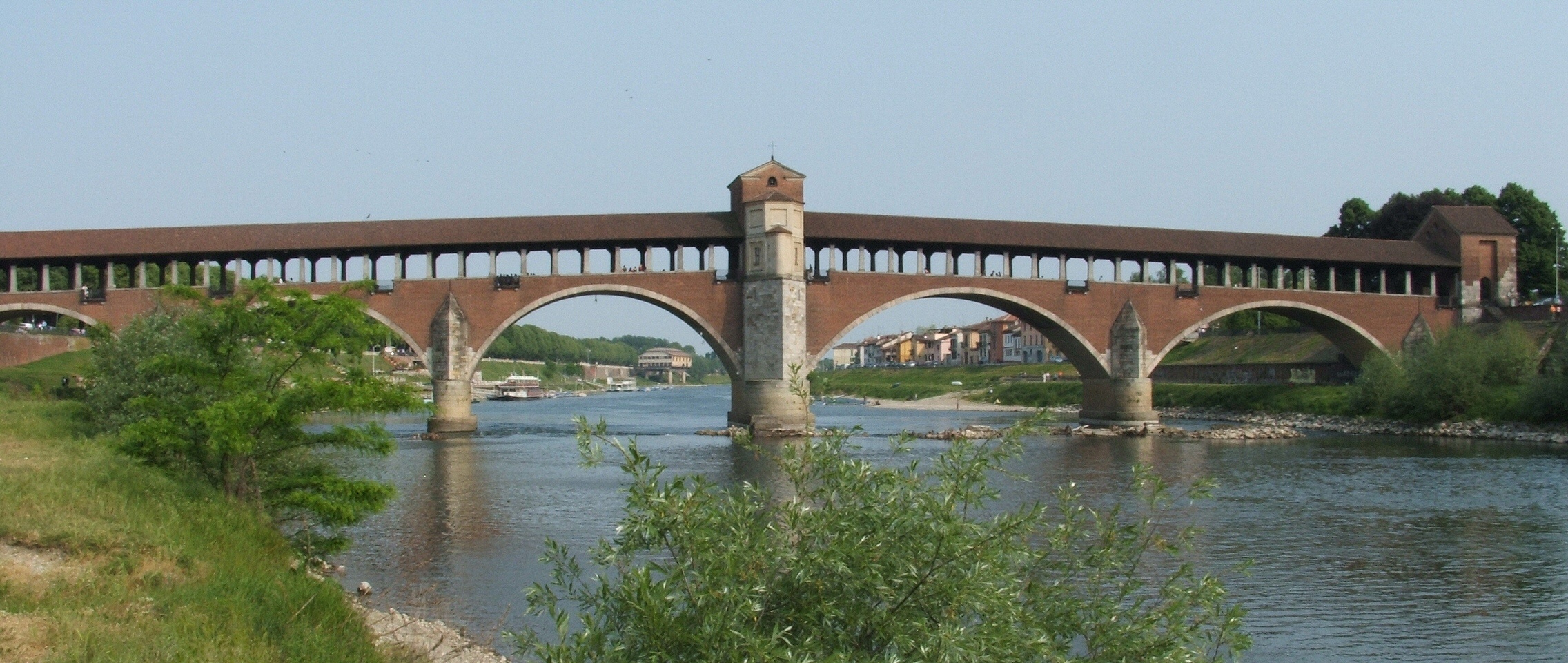
Veduta del ponte.
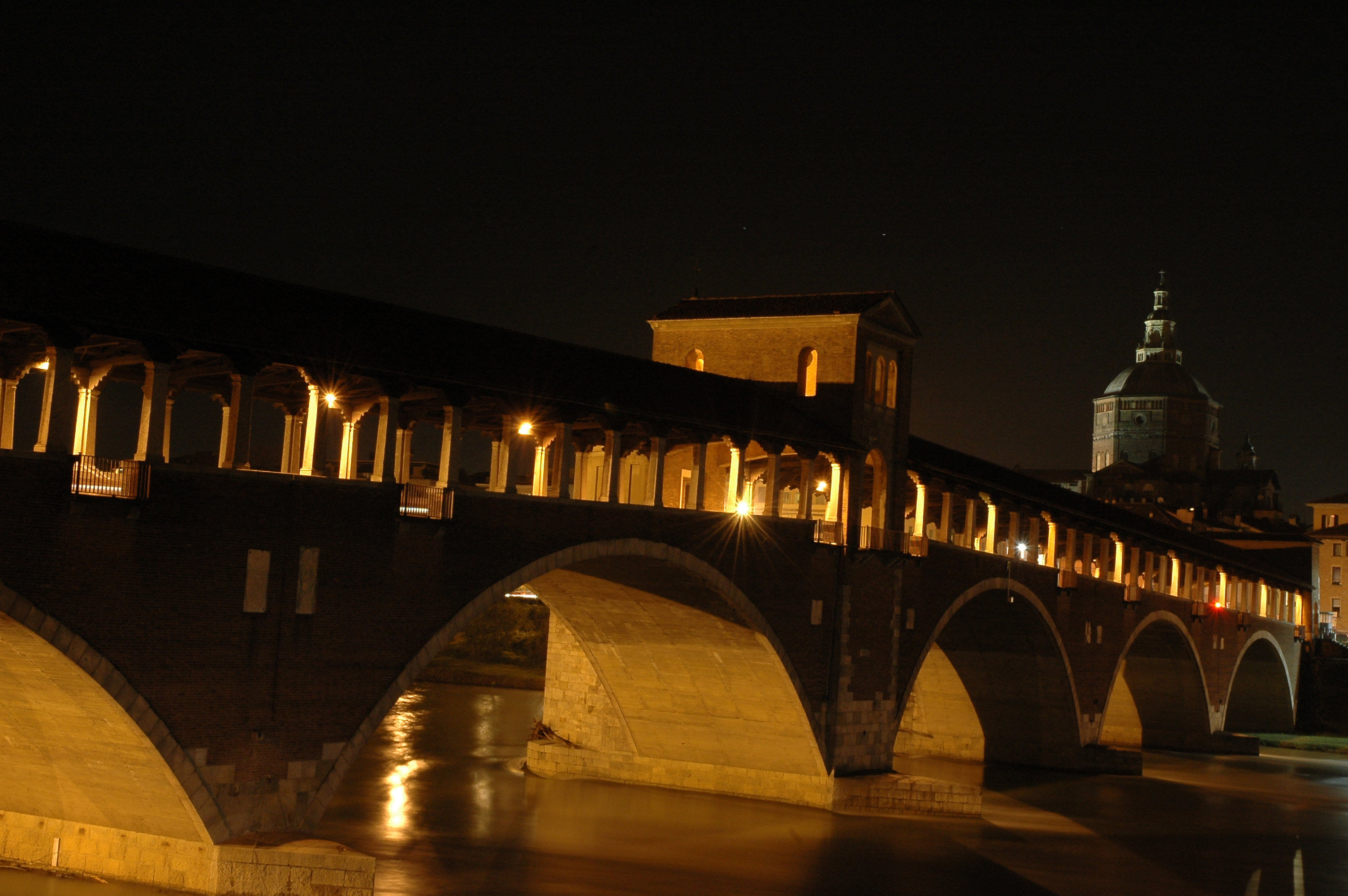
Il ponte coperto visto dalla sponda sud del fiume Ticino di notte.
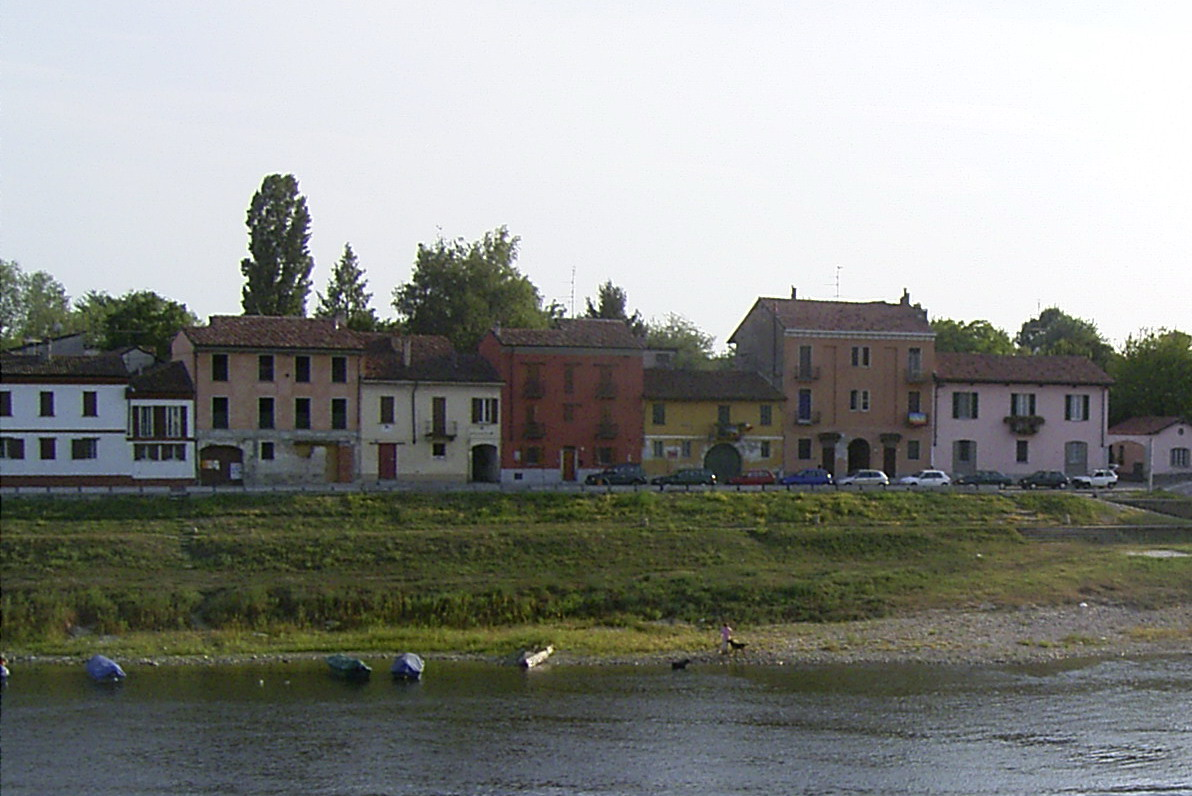
La parte bassa di Borgo Ticino.
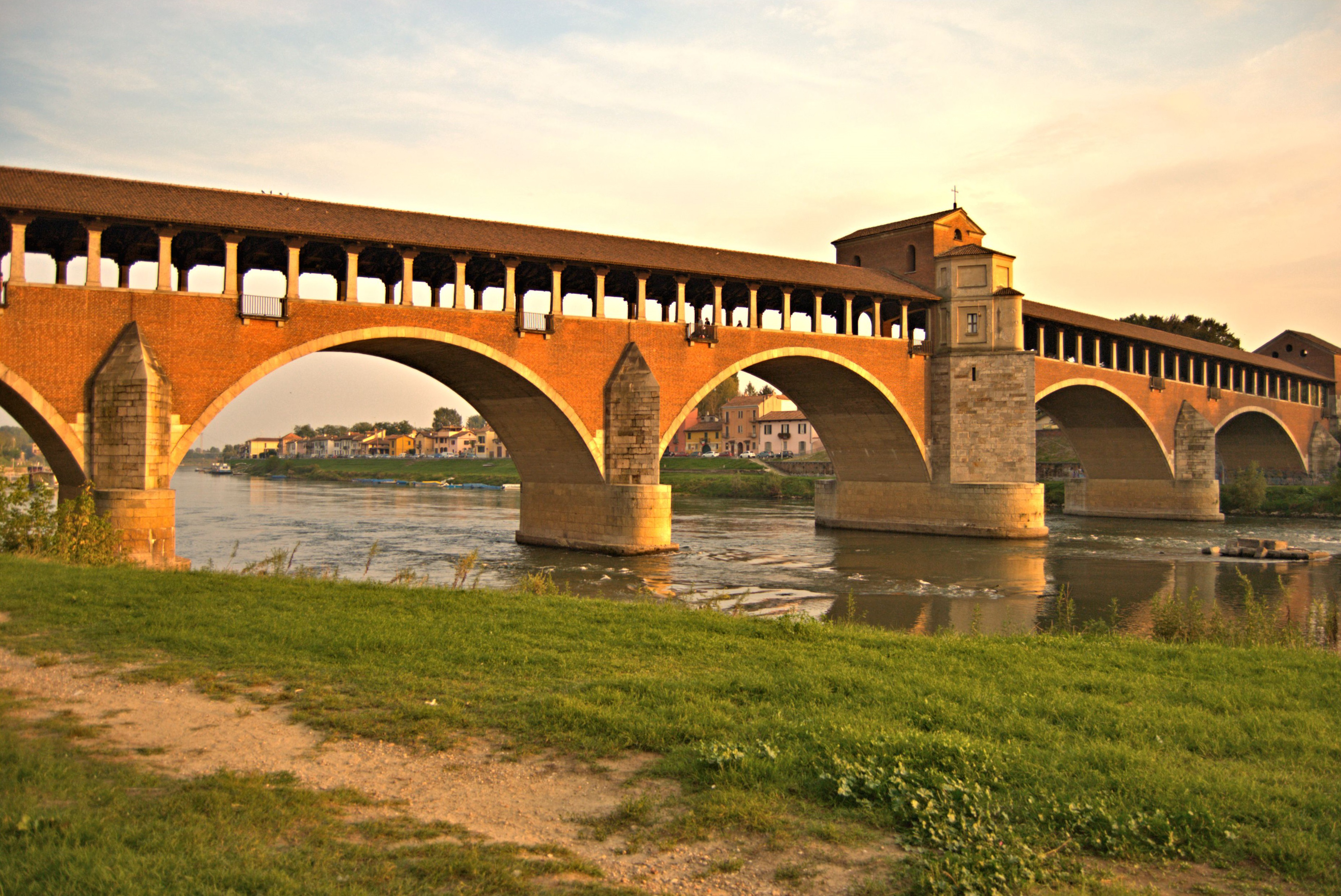
Altra veduta del Ponte Coperto.
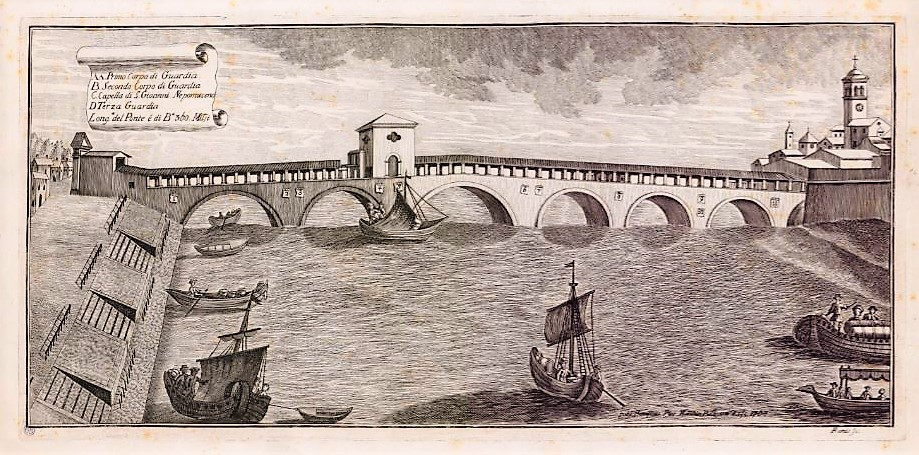
Il ponte coperto intorno alla metà del XVIII secolo.
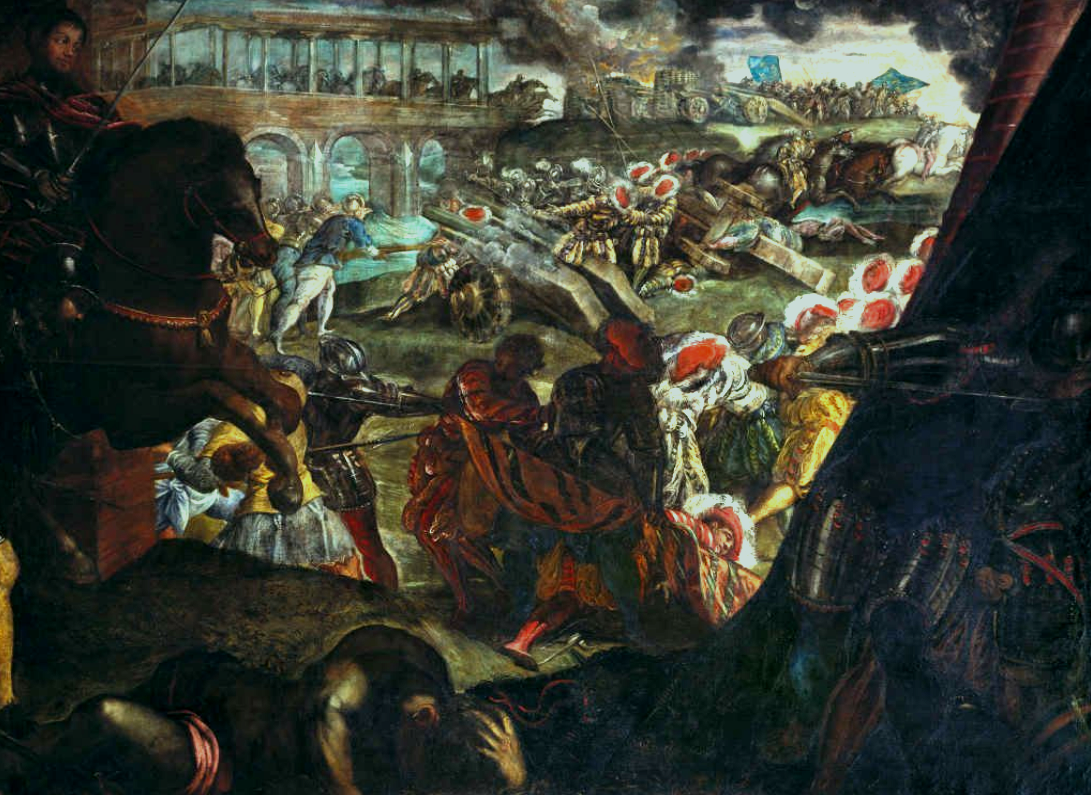
Tintoretto, Federico II Gonzaga difende Pavia, 1578-1580, Monaco di Baviera, Alte Pinakothek. Sullo sfondo si vede il Ponte Coperto.
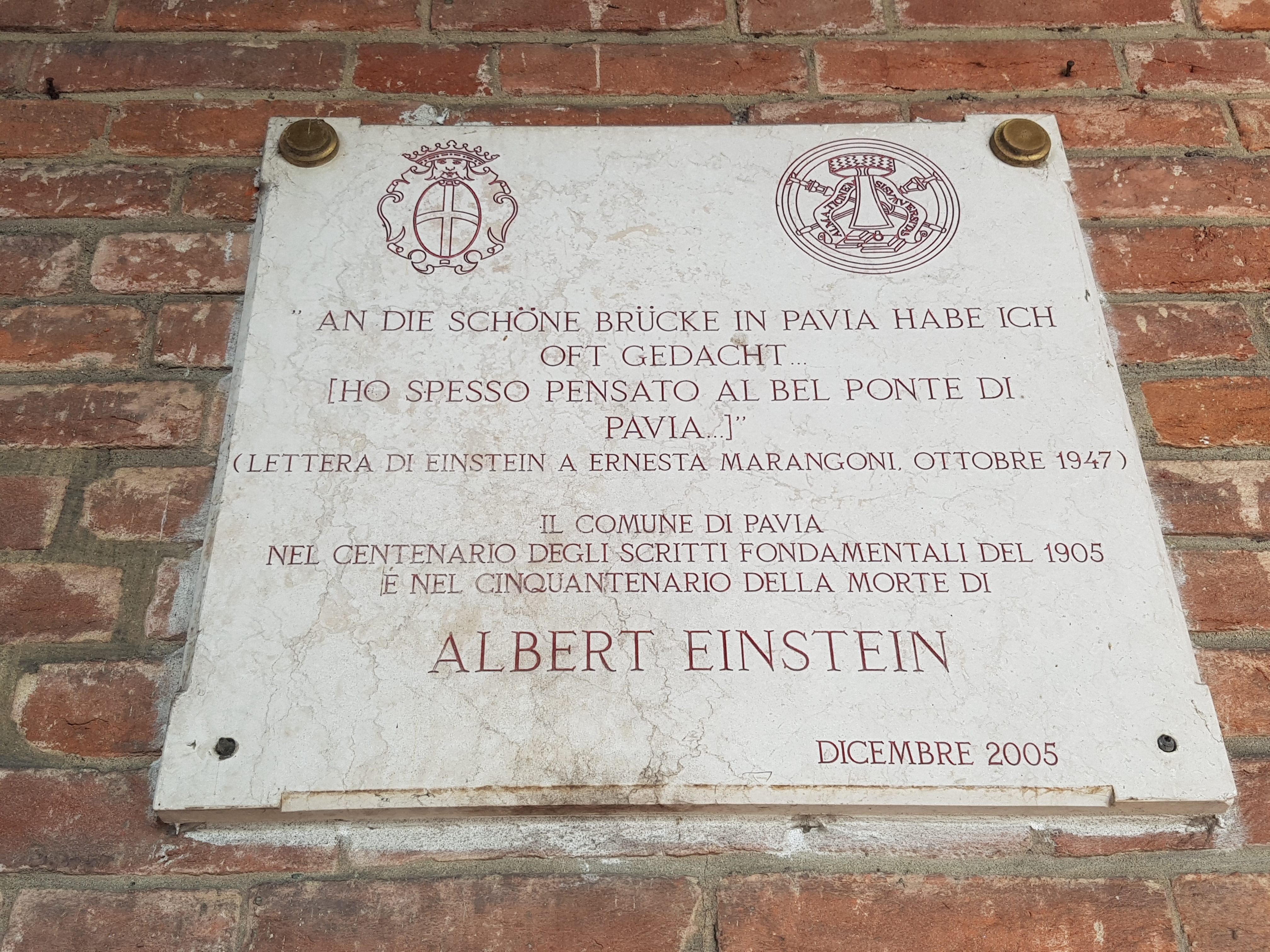
Targa sul Ponte Monumentale di Pavia, come descritto in una lettera di Albert Einstein del 1947.
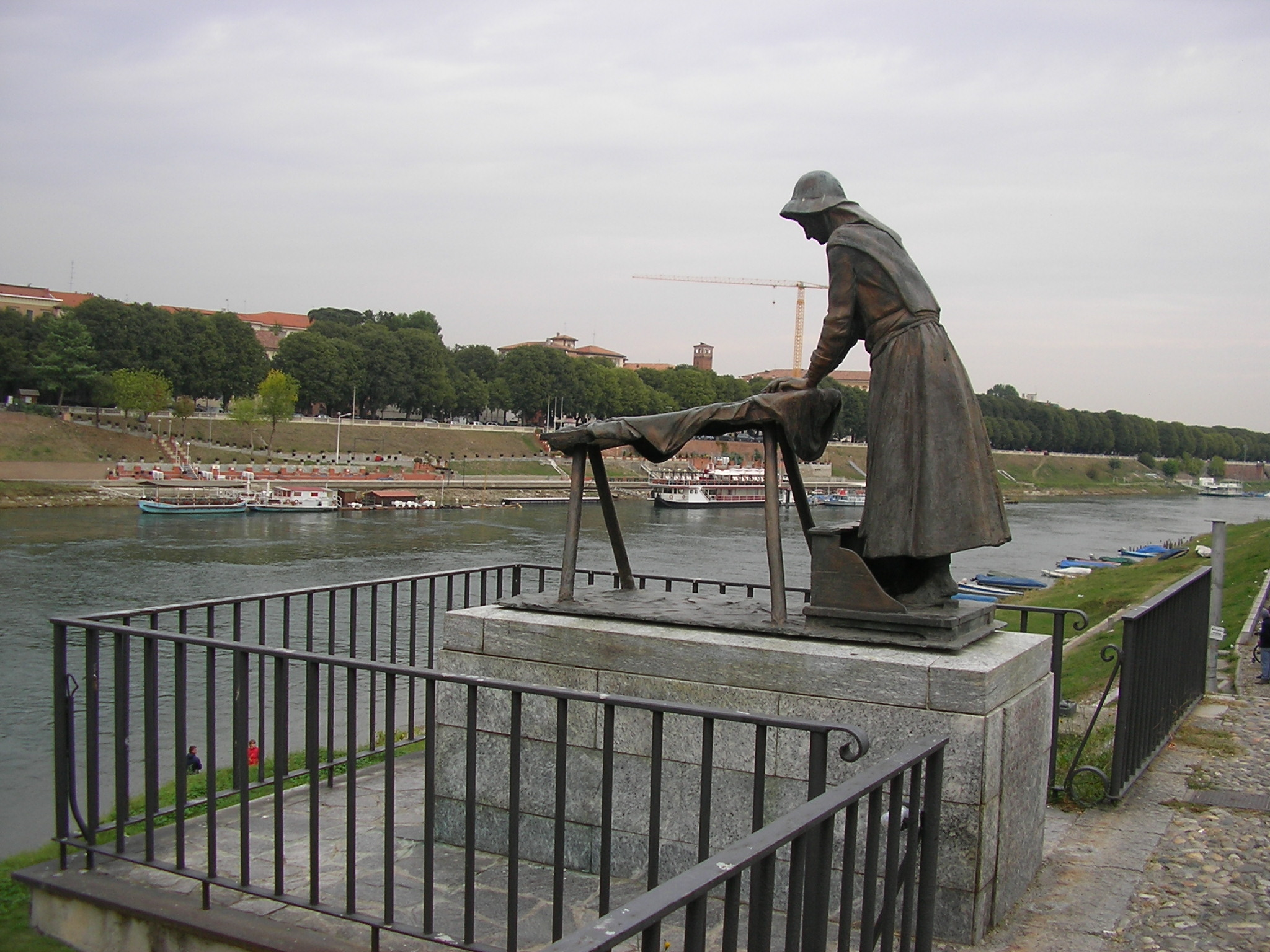
Monumento alla lavandaia in Borgo Ticino.